# エリカ・ラスト
エリカ・ラスト（Erika Lust、1977年 - ）は、スウェーデンのポルノ監督、脚本家、プロデューサーである。ペトラ・ジョイ、アン・スパンと共にフェミニスト・ポルノの牽引役として知られる。彼女は幾つかの本を出版している。バルセロナ在住。
彼女の映画「Cabaret Desire」は2012年のフェミニスト・ポルノ・アワードの年間賞を受賞。また、シネキンク・オーディエンス・チョイス・アワードの最高物語賞も受賞した。彼女の「XConfessions」シリーズの最初の2つのコンピレーションは、それぞれ2014年と2015年にフェミニスト・ポルノ・アワードの最もホットなストレートビネット賞を受賞した。2015年にシカゴ国際映画祭とレインダンス映画祭で「XConfessions」の演劇カットが上映された。2016年、ベルリンのバビロンで「XConfessions」の演劇カットの上映を成功させ、短編映画「My Master With Appointment」でシネキンク・アワード最高物語賞（短編映画部門）を獲得した。